# Primeiro Ato
Primeiro Ato é uma companhia de dança moderna brasileira, fundada em 1988 em Belo Horizonte.
Foi fundada pela coreógrafa Suely Machado, que voltava de uma apresentação em Formiga com um grupo de bailarinas e teve a ideia de criar uma companhia que refletisse a individualidade de cada componente, em vez de impor um estilo homogêneo. O primeiro espetáculo, Confidências para uma terceira pessoa, foi montado ainda em 1988. Desde então o grupo conquistou mais de cinquenta prêmios, apresentando-se no Brasil, Estados Unidos, Espanha, Portugal, Argentina, Alemanha, Uruguai, Bolívia e Colômbia.
Além das apresentações, o grupo mantém uma escola com 450 alunos.
Em 2013, foi condecorado com a Ordem do Mérito Cultural do Ministério da Cultura.

## Espetáculos
- 1988: Confidências para uma terceira pessoa
- 1989: Quebra-cabeça
- 1990: Carne Viva
- 1992: Isso aqui não é Gotham City
- 1993: Tigarigari
- 1994: Cavaleiro de Copas
- 1996: Desiderium
- 1997: A breve interrupção do fim
- 1999: Beijo nos olhos... na alma... na carne
- 2002: Sem lugar
- 2004: Mundo perfumado
- 2007: Geraldas e Avencas
- 2010: Adorno
- 2010: Videodança Lacuna